# My Scene

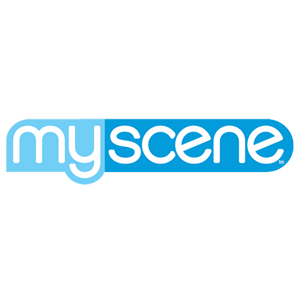
Logo de la ligne de poupées My Scene

My Scene est une gamme de poupées mannequins créée en novembre 2002 par la franchise Mattel et disparue en 2011.

## Historique de la gamme
Cette gamme étant destinée à compléter (ou concurrencer) les poupées Bratz de MGA Entertainment apparues un an plus tôt,, Mattel présente une version new-yorkaise de la poupée Barbie accompagnée de ses amies Madison (Westley en Europe) et Chelsea, les trois premières poupées à être commercialisées. Plusieurs personnages, aussi bien masculins que féminins, sont commercialisés en poupées à la suite du succès rencontré chez les enfants.
Les personnages sont inspirés d'adolescentes ordinaires[Quoi ?] de la vie actuelle[Quoi ?], les principales ventes se font grâce aux poupées mannequins du même nom. La promotion s'accompagne de films réalisés par Mattel ou Buena Vista Entertainment et d'une web-série.
Contrairement à la gamme traditionnelle de Barbie, les poupées My Scene ont une tête beaucoup plus grosse, un maquillage plus prononcé sur de plus grands yeux et des lèvres pulpeuses.
En avril 2005, MGA a engagé une action en justice contre Mattel argumentant que les My Scene étaient des copies des poupées Bratz sur tous les points (poupées, vêtements, style, différentes ethnies),,. Mais l'affaire s'est retournée contre eux car Carter Bryant travaillait chez Mattel quand il a créé les Bratz. Le concept ayant été refusé par Mattel, le designer l'a alors présenté chez MGA qui l'a produit, or son travail restait la propriété de Mattel,. Aujourd'hui[Quand ?], l'affaire serait toujours devant les tribunaux après plusieurs appels et la solution retenue soit que MGA reste propriétaire des Bratz mais versera des droits à Mattel qui est censé posséder la marque.
La plupart des noms des personnages My Scene provient des monuments et quartiers de New York.
Les poupées My Scene ne sont plus produites depuis 2010, Mattel préférant se consacrer à produire les poupées à succès Monster High.
Fin d'année 2024, une nouvelle collection des trois premières My Scene est commercialisée. Barbie, Chelsea et Madison (Westley) sont donc de retour dans une édition collector ressemblante à la version sortit en 2002.

## Personnages

### Les filles
- Barbie : une des personnages originaux, Barbie a la peau légèrement bronzée, des longs cheveux blonds et les yeux bleus. Elle est présentée comme une fille sociable, nerveuse, accro au shopping et à son téléphone portable. Contrairement à la Barbie traditionnelle ayant pour petit-ami Ken, Barbie de My Scene a une relation amoureuse avec River. Elle quitte New York pour vivre en Californie (la poupée Barbie est retirée de la gamme en 2007 pour être remplacée par un autre personnage du même style : Kennedy).

- Madison (Westley en Europe) : un des personnages originaux, Madison, née à Birmingham (Michigan), a grandi et vit à New York avec son père (personnage souvent mentionné dans les films mais jamais apparu). Elle est d'origine afro-américaine aux yeux bleus, cheveux longs bouclés avec des mèches noires et blondes. Son prénom provient de la Madison Avenue. Ses principaux hobbies sont le shopping, la manucure et le voyage. Elle est la productrice du groupe de rock Urban Desire.

- Chelsea : un des personnages originaux, Chelsea est une jeune adolescente de 16 ans aux cheveux châtains et yeux bruns. Son prénom provient du quartier de Chelsea à Manhattan. Elle est la cousine de Delancey, une fille venant de Los Angeles. Chelsea est une fille créative, donneuse, douce et travailleuse. Elle se différencie de ses amies par son don de concevoir et personnaliser des tenues et costumes (qualité remarquée dans le film My Scene: Soirée déguisée).

- Nolee : amie des filles pré-citées, Nolee est d'origine japonaise au cheveux bruns et aux yeux violets (dans les webisodes) puis marron (dans les films). Son prénom provient du quartier de Nolita à New York. Une fille sportive, Nolee aime faire du roller et du yoga et est également accro au shopping. Nolee a une relation amoureuse avec Bryant mais se sépare lorsque Bryant déménagea en Angleterre (la raison est que la poupée Bryant est retirée de la gamme en 2003). Dans un webisode, Nolee rencontre Madison et Barbie dans un magasin de vêtements ; un incident survient quand Nolee et Madison tente d'acheter le même chemisier, mais elles sont devenus amies par la suite.

- Delancey : Cousine de Chelsea, Delancey a les yeux verts et les cheveux blond platine avec des mèches noires ainsi qu'une marque de beauté sur sa joue (en 2008, son look est changé pour des yeux bleus et des cheveux bruns aux mèches blondes). Son prénom provient de Delancey Street de New York. Delancey est présentée comme une fille au style urbain, gourmande des friandises et bonne au skate board et au surf ; dans le film My Scene : Soirée déguisée, elle est remarquée pour « avoir la langue pendue ». Delancey apparaît pour la première fois dans les webisodes en commun Hanging Out (histoire se passant avant le film My Scene: Vacances dans les îles) où elle rencontre Ellis[8] dans un skatepark, avec qui elle aura une relation amoureuse. Elle a déménagé de Los Angeles pour étudier à New York aux côtés de sa cousine Chelsea (qu'elle n'a pas vu depuis sa petite enfance), dont elle rencontre ses amies.

- Kenzie : Amie des filles pré-citées, Kenzie est une jeune adulte originaire d'Atlanta, en Géorgie. Kenzie a la peau pâle légère, les yeux verts et les longs cheveux roux avec des reflets. Kenzie travaille au café The Dish (où les filles viennent souvent se retrouver et manger) et tient un kiosque au Mall.

- Kennedy : Jeune amie de Chelsea, Delancey, Madison et Nia, Kennedy a les mêmes caractéristiques que celle de Barbie ; elle a une peau bronzée, de longs cheveux blonds ondulés et des yeux bleus. Après le départ de Barbie en Californie, Kennedy s'est installée à New York et vit à Gramercy Park avec ses parents. Son nom provient de l'aéroport international John-F.-Kennedy de New York. Elle est présentée comme une amie fidèle, très amicale et amusante. La première poupée de Kennedy apparaît en 2007 après le retrait des poupées Barbie de la gamme My Scene. Beaucoup de fans de My Scene pensent qu'il s'agit seulement de Barbie renommée en Kennedy, car Kennedy possède le chien de Barbie et sort avec le petit-ami de Barbie, River.

- Nia : Jeune amie de Chelsea, Delancey, Madison et Kennedy, Nia est une adolescente d'origine mexicaine et a la peau naturellement bronzée et les cheveux châtain clair. Nia est née à Mexico, a vécu ses premières années à Miami et a déménagé à New York. Nia a un côté glamour et est présentée comme une fille drôle et positive. Elle fait sa remière apparition en 2008.

- Lindsay Lohan : Actrice apparaissant dans le film My Scene: Stars d'Hollywood en 2006 (représentant la véritable actrice Lindsay Lohan), ayant tissé des liens avec Barbie, Madison, Chelsea, Nolee et Delancey lors du tournage d'un film à New York.

### Les garçons
- Bryant :

- River :

- Hudson :

- Ellis : Ami des filles et faisant partie de la bande des garçons, Ellis avec des cheveux bruns, un teint léger et des yeux verts. Il est le guitariste et chœur du groupe Urban Desire. Son prénom provient de la célèbre île new-yorkaise, Ellis Island. Ellis est d'origine euro-américaine et est typé caucasien. Il aime faire du skate board et est intéressé par le cinéma et il prend des cours d'acting[9]. Bien qu'il aime la ville de New York, il souhaite poursuivre son rêve de devenir cinéaste à Los Angeles. Il a une relation amoureuse avec Delancey. Sa première poupée d'Ellis en automne 2003.

- Sutton : Ami des filles et faisant parie de la bande des garçons, il porte des lunettes. Il est le claviériste du groupe Urban Desire. D'origine jamaïcaine, il est cependant né en Angleterre et a un accent anglais. Les poupées Sutton apparaissent dans la gamme à l'été 2003[10].

## Filmographie

### Films
Courts-métrages
- 2004 : My Scene: Vacances dans les îles (Jammin' In Jamaica)
- 2005 : My Scene: Soirée déguisée (Masquerade Madness)

Long-métrage
- 2006 : My Scene: Stars d'Hollywood (My Scene Goes Hollywood)

## Site officiel
Le site officiel myscene.com est ouvert en 2002, dans lequel sont inclus les jeux vidéo (Room Makeover, Beauty Studio, Dazzling Nails, Shopping Spree, etc.), les biographies des personnages, les web-séries. Bien que les My Scene ne soient plus vente depuis 2010, le site officiel restera ouvert jusqu'en 2014.

### Webisodes
Les mini-films ou web-séries appelés « webisodes » apparaissent à partir de 2003 sur le site myscene.com en anglais mettant en scène les personnages dans diverses situations. Il existe également des épisodes en espagnol.
2002-2007 (32 épisodes)
Ces épisodes sont cités dans l'ordre d'apparition :  
- Lost or Found?
- Next Stop
- Does She Buy It? (première apparition de Nolee)
- Game On
- Rumor Has It
- Night on the Town
- Chillin' Out*
- Hanging Out (première apparition de Delancey ; 5 épisodes en commun de Barbie, Chelsea, Madison, Nolee et Delancey)
- Sk8er Girl*
- Shopping Spree
- Greatest Gifts
- Gettin' Ready (combinant les épisodes Pretty Kitty & It's a Date)*
- Out And About*
- Costume Dress Up
- Club Birthday
- Shhh...It's a Secret!*
- Miami Getaway*
- Mall Maniacs
- Tis the Season
- Day & Nite

(* Ces épisodes apparaissent dans B Cinemas sur Barbiegirls.com)
2008
Ces épisodes ne font pas apparaître Barbie et Nolee (qui ont été retirées de la gamme de poupées) :
- Fab Faces (Première apparition du personnage de Kennedy ; cet épisode parle du départ de Barbie à Los Angeles)
- DJ Nia (Première apparition du personnage de Nia ; c'est également à partir de cet épisode que la direction graphique des personnages a changé)
- Salsa Beat
- In Uniform
- Egyptian Nights
- Act 1
- Act 2
- Act 3
- Act 4
- Act 5